# 学院路街道 (哈尔滨市)
学院路街道是中国黑龙江省哈尔滨市呼兰区下辖的一个街道。

## 行政区划
学院路街道下辖以下地区：
双井村、工农村、小罗村、勤劳村、护路村、新兴村、何家村、光荣村、前井村和黄平村。